# John Ball (naturalista)
John Ball ( Dublin, 20 de agosto de 1818 – Londres, 21 de outubro de 1889 ) foi um naturalista, alpinista e político irlandês.

## Biografia
Era o filho mais velho do juiz irlandês Nicholas Ball. Estudou no Oscott College perto de Birmingham e no Christ’s College de Cambridge. Mostrou precocemente um gosto pela ciência natural, principalmente pela botânica. Após sair de Cambridge viajou para a Suíça e outras partes da Europa, estudando e publicando periódicos científicos sobre a flora e as geleiras da Suíça.
Em 1846, tornou-se assistente da "Poor Law Commission", porém renunciou no ano seguinte. Em 1848, candidatou-se como parlamentar sem obter êxito pela cidade de Sligo. Em 1849, foi indicado como segundo comissário da "Poor Law Board" (substituta da "Poor Law Commission" a partir de 1847), renunciando novamente em 1852 para assumir a função de parlamentar eleito pelo Condado de Carlow, como representante de um grupo de corrente liberal. Na Câmara dos Comuns do Reino Unido atraiu as atenções de Henry John Temple (1784-1865), terceiro Visconde de Palmerston, que o nomeou em 1855 como Subsecretário de Estado para as Colônias, cargo que ocupou por dois anos.
No escritório colonial exerceu uma grande influência em promover as causas da ciência natural, militando ardentemente em prol das pesquisas científicas. Deste modo, contribuiu para a constituição da expedição Palliser para o Canadá conduzida por John Palliser (1817-1887). Pelos seus esforços em favor desta expedição, a Cordilheira Ball e o Monte Ball nas Rochosas Canadenses foram nomeados em sua homenagem. Contribuiu também para as investigações de Sir William Jackson Hooker (1785-1865) sobre a flora das colônias britânicas.
Em 1858, quando derrotado nas eleições parlamentares pelo Condado de Limerick, abandonou a política e dedicou-se ao estudo da história natural. Foi o primeiro presidente do "Clube alpino" fundado em 1857. É lembrado principalmente pelo seu livro "Alpine Guide" (Londres, 1863 - 1868), um trabalho de observações cuidadosas registradas de maneira clara e num estilo divertido, resultante de suas escaladas em inúmeras viagens. Viajou também para Marrocos (1871) e América do Sul (1882), publicando suas observações em livros que foram considerados de grande valor científico.